# Johann Georg Böse
Johann Georg Böse (getauft 28. Juni 1662 in Oschatz; † 18. Februar 1700 in Sorau) war ein deutscher lutherischer Theologe.

## Leben
Johann Georg Böse wurde als Sohn des Krämers Paul Böse und seiner Frau Eleonore geboren und am 28. Juni 1662 in Oschatz getauft. Er besuchte in Schulpforte eine Schule und studierte an der Universität Leipzig, um 1690 eine Stelle als vertretender Diaconus in Sorau einzunehmen, nachdem er sich möglicherweise kurz in Bautzen aufgehalten hat. 1694 übertrug man ihm schließlich die volle Diakon-Stelle. Am 18. Februar 1700 verstarb er dort.
Bekannt wurde er durch den sogenannten Terministischen Streit; er ging davon aus, dass dem Menschen die Möglichkeit zur Bekehrung nur bis zu einem bestimmten Zeitpunkt möglich ist. Nach diesem von Gott gegebenen Zeitpunkt solle nach Ansicht Böses keine Umkehr mehr möglich sein. Durch Philipp Jacob Spener war er auf den Terminismus aufmerksam geworden. Nachdem er diese Meinung, welcher er schon erste Gedanken im Alter von 17 Jahren widmete, in einer Schrift kundgetan hatte, schalteten sich der damalige Superintendent, der Reichsgraf, der Stadtrat, das Konsistorium und schlussendlich am 20. November noch das Lübbener Oberkonsistorium ein, um sich mit der Ansicht zu befassen. So holte man drei Gutachten ein. Das erste der theologischen Fakultät der Universität Rostock entschied sich am 11. August 1698 gegen die Ansicht von Böse, ein zweites Gutachten, durchgeführt durch die Stadt Leipzig, nahm zunächst eine neutrale, nach einem dritten Gutachten jedoch eine für Böse positive Stellung ein. Nach seiner Ernennung zum Diakon führte man diesen Streit noch in Sorau weiter, was schließlich dazu führte, dass man ihn vom Dienst im Januar 1700, einen Monat vor seinem Tode, suspendierte. Böse war pietistisch gesinnt.

## Werke
- Terminus peremptorius salutis humanae. Frankfurt 1698